# Herman Whiton
Herman Frasch Whiton (Cleveland, 6 de abril de 1904-Nueva York, 6 de septiembre de 1967) fue un deportista estadounidense que compitió en vela en la clase 6 Metre. Participó en tres Juegos Olímpicos de Verano, obteniendo dos medallas, oro en Londres 1948 y oro en Helsinki 1952.

## Palmarés internacional
| Juegos Olímpicos | Juegos Olímpicos      | Juegos Olímpicos | Juegos Olímpicos |
| Año              | Lugar                 | Medalla          | Clase            |
| ---------------- | --------------------- | ---------------- | ---------------- |
| 1948             | Londres (Reino Unido) | Medalla de oro   | 6 Metre          |
| 1952             | Helsinki (Finlandia)  | Medalla de oro   | 6 Metre          |